# Blake Davis
Blake Davis (Sydney, 29 novembre 1990) è un attore australiano, famoso per aver interpretato il ruolo di Jonathan in Le sorelle fantasma e quello di Max Williams in Tangle.

## Biografia
Sogna fin da bambino il mondo dello spettacolo ed esordisce nel 2000 con uno spot pubblicitario di successo e successivamente si cimenta in varie produzioni teatrali e slogan pubblicitari. Nel 2005 esordisce come attore recitando in un episodio della serie australiana Blue Heelers - Poliziotti con il cuore. Nel 2010 entra nel cast della serie per ragazzi Le sorelle fantasma. L'anno seguente recita nella miniserie The Slap, tratta da un libro di Christos Tsiolkas. Nel 2012 ha recitato nella terza stagione di Tangle.

## Filmografia

### Televisione
- Blue Heelers - Poliziotti con il cuore (Blue Heelers) – serie TV, episodio 12x22 (2005)
- Bed of Roses – serie TV, episodi 1x02-1x05 (2008)
- Rush – serie TV, episodio 1x02 (2008)
- Le sorelle fantasma (Dead Gorgeous) – serie TV, 13 episodi (2010)
- The Slap – miniserie TV, 8 puntate (2011)
- Tangle – serie TV, 22 episodi (2009-2012)
- Mr & Mrs Murder – miniserie TV, 1 puntata (2013)
- Bringing Our Stories Home – serie TV, episodio 1x03 (2016)

### Cortometraggi
- Lovesick, regia di Pat Herford (2009)
- The Gidji, regia di Pat Herford (2010)
- Fun City, regia di Justin Olstein (2013)
- The Wizard, regia di Micca Delaney (2013)
- Pulitzer, regia di Riley James (2015)

## Teatro[3]
| Anno | Opera               | Personaggio  | Direttore      | Teatro                                   |
| ---- | ------------------- | ------------ | -------------- | ---------------------------------------- |
| 2005 | Six On The Beach    | Mark         | —              | Melbourne Uni Absurdist Theatre          |
| 2007 | Better the Devil    | Presentatore | —              | National Theatre                         |
| 2007 | Comic Fusion        | —            | —              | National Theatre                         |
| 2010 | All About My Mother | Esteban      | Simon Phillips | MTC                                      |
| 2012 | 8                   | Elliot Perry | —              | Her Majesty's Theatre e Sydney Town Hall |

## Premi e riconoscimenti
Festival della televisione di Monte Carlo
- 2012 - Candidatura come miglior attore in una serie drammatica per The Slap